# (9700) Paech
(9700) Paech (3058 T-1) – planetoida z pasa głównego asteroid okrążająca Słońce w ciągu 3,24 lat w średniej odległości 2,19 j.a. Odkryta 26 marca 1971 roku.